# Франклин Салас
Франклин Аугустин Салас Нарваез (шп. Franklin Agustín Salas Narváez; Лос Лобос, 30. август 1981) је бивши еквадорски фудбалер.

## Клупска каријера
Каријеру је почео у екипи ЛДУ Кита где је дебитовао 2000. године. Његов шут са 25 метара освојио је награду за најлепши гол на Копа Судамерикана 2005. године. У јулу 2007. је заједно са Ернаном Баркосом и Маурисијом Молином представљен као једно од три јужноамеричка појачања Црвене звезде. Међутим, хронична повреда колена га је спречила да се докаже у Европи, па се након свега шест месеци вратио у Еквадор. Касније је до краја каријере 2015. године играо углавном у Еквадору.

## Репрезентативна каријера
Играо је у репрезентцији своје земље за играче до 20 година на ФИФА-ином првенству света за младе играче 2001. године, где је као измена три пута улазио у игру.
Био је редован члан репрезентације Еквадора, али није позван у репрезентацију за Светско првенство 2006. године због озбиљне повреде колена. У квалификацијама за Светско првенство 2. јуна 2004. године постигао је победоносни гол у мечу против Колумбије.